# مارتا چیس
مارتا چیس (انگلیسی: Martha Chase؛ ۳۰ نوامبر ۱۹۲۷ – ۸ اوت ۲۰۰۳) یک دانشمند اهل ایالات متحده آمریکا بود.